# 約書亞·布洛克

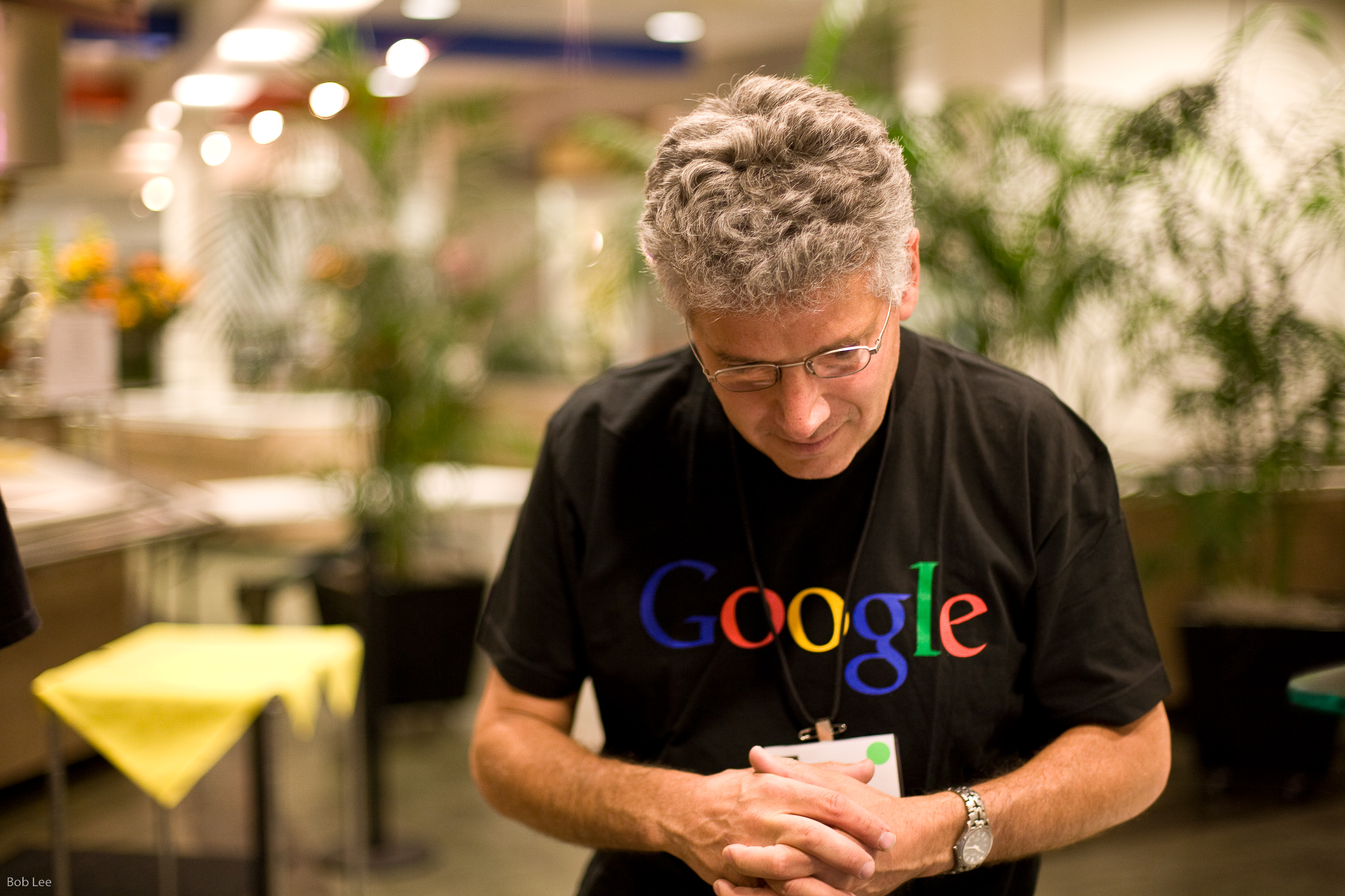
約書亞·布洛克

約書亞·布洛克（英語：Joshua J. Bloch，1961年8月28日—），美國著名程式設計師。他為Java平台設計並實作了許多的功能，曾擔任Google的首席Java架構師（Chief Java Architect）。

## 生平
布洛克大學就讀於哥倫比亞大學，主修電腦科學，在卡內基美隆大學得到電腦科學的博士學位。他在1990年發表的博士論文《複製抽象資料物件的一個實用方法》（A Practical Approach to Replication of Abstract Data Objects），曾被提名為ACM傑出博士論文獎。
他曾在Transarc擔任資深系統工程師，後至Sun公司工作，領導開發了包括Java集合框架，java.math套件與assert機制等功能。2004年6月，他轉換跑道到Google，擔任Google首席Java架構師。2012年8月3日，自Google離職。
2004年12月，《Java開發者雜誌》（Java Developer's Journal）將他列為世界上最頂尖的四十名軟體人物之一。

## 著作
2001年出版Effective Java，獲得2001年Jolt獎。詹姆斯·高斯林曾表示相當讚賞此書。
2005年出版的Java Puzzlers與2006年出版的Java Concurrency In Practice，他是共同作者之一。

### 著作列表
- Effective Java: Programming Language Guide, ISBN 0-201-31005-8, 2001; 第二版: ISBN 978-0-321-35668-0, 2008
- Java Puzzlers: Traps, Pitfalls, and Corner Cases, ISBN 0-321-33678-X, 2005 (共同作者 Neal Gafter)
- Java Concurrency in Practice, ISBN 0-321-34960-1, 2006 (共同作者 Brian Goetz，Tim Peierls，Joseph Bowbeer，David Holmes，Doug Lea)

## 外部連結
- Bill Venners, Josh Bloch on Design: A Conversation with Effective Java Author, Josh Bloch, JavaWorld, January 4, 2002
- Janice J. Heiss, More Effective Java With Google's Joshua Bloch （页面存档备份，存于） October, 2008
- Josh Bloch, How to design a good API and why it matters, Google Tech Talk, 2007 （页面存档备份，存于）